# Zhang Yuan

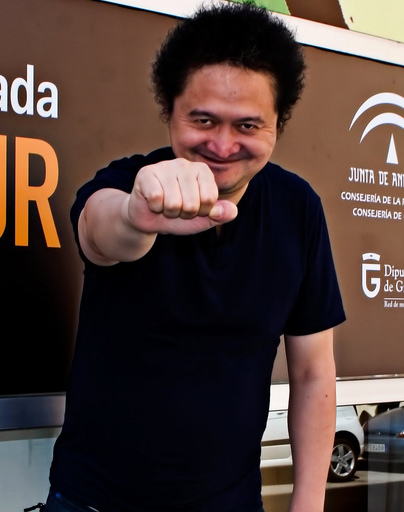
Zhang Yuan, Cines del Sur 2007

Zhang Yuan (chinesisch 張元 / 张元, Pinyin Zhāng Yuán, * 1963 in Nanjing, Volksrepublik China) ist ein chinesischer Regisseur.

## Leben
Zhang erhielt 1989 an der Pekinger Filmakademie seinen Abschluss in Cinematographie. Sein erster Film Mama von 1992 über eine Mutter und ihr geistig zurückgebliebenes Kind wurde zwar von den chinesischen Behörden genehmigt, allerdings wurde die Verbreitung eingeschränkt. Zhang entschied sich daher, seine nächsten Filme ohne Genehmigung zu drehen, Die Bastarde von Peking (1993), Söhne (1996) und The Square (1994) wurden offiziell verboten.
In diesen Filmen zeigte Zhang das apolitische Leben einer Untergrund-Jugendkultur und Probleme der modernen Gesellschaft wie Alkoholismus. In der Dokumentation The Square berichtet er über die Ereignisse am Tian’anmen-Platz 1989. Die Bastarde von Peking, den er mit dem chinesischen Rockstar Cui Jian drehte, gilt als erster wichtiger Film der sogenannten sechsten Generation chinesischer Filmregisseure.
Im Ausland wurde der Film East Palace, West Palace (1996) über Homosexualität in vielen Programmkinos gespielt. Trotz Verbots reiste er zu den Filmfestspielen von Cannes, wo der Film gezeigt wurde. Danach wurde ihm sein Pass entzogen, erst nach acht Monaten und Zhangs Einverständnis, mit der Filmbehörde zusammenzuarbeiten, bekam er den Pass zurück.
Durch die Kooperation mit den Behörden war es danach möglich, dass Zhangs Filme erstmals auch in China, wenn auch nur in einer veränderten Form gezeigt werden durften. Finanziert hatte Zhang seine Filme zumeist mit eigenen Mitteln, die er aus der Produktion von Musikvideos und Werbespots einnahm. Einzig East Palace, West Palace wurde in internationalen Kinos gezeigt.
Für seinen Film Seventeen Years (1999) erhielt er auf den Filmfestspielen von Venedig die Auszeichnung als bester Regisseur.

## Filmografie
- 1992: Mama (妈妈, Mama)
- 1993: Die Bastarde von Peking (北京杂种, Beijing za zhong)
- 1994: The Square (广场, Guang Chang)
- 1996: Söhne (儿子, Erzi)
- 1996: Danish Girls Show Everything (Danske piger viser alt)
- 1996: East Palace, West Palace (东宫西宫, Dōnggōng Xīgōng)
- 1999: Crazy English (疯狂英语, Fengkuang yingyu)
- 1999: Seventeen Years (过年回家, Guo nian hui jia)
- 2003: I Love You (我爱你, Wo ai ni)
- 2003: Green Tea (绿茶, Lü cha)
- 2006: Little Red Flowers (看上去很美, Kan shang qu hen mei)
- 2009: Dada’s Dance (达达, Dádá)